# Biston cotangens
Biston cotangens là một loài bướm đêm trong họ Geometridae.